# Szezon (sport)
A csapatsportbajnokságokban a szezon kifejezés jelöli azt az időszakot, amikor mérkőzéseket rendeznek a csapatok között. Például a Major League Baseball egy szezonja nagyjából április 1. és október 1. között tart; a labdarúgásban augusztustól májusig, bár egyes országokban a kemény tél miatt még tavaszi-őszi rendszer van érvényben.
Egy év több részre van osztva, gyakran ezeket is szezonnak hívják. Ezek az előszezon, amikor edzenek a következő szezonra, a rész, amikor az ellenfelek ellen játszanak, és az utószezon, amikor nincsenek mérkőzések.